# Ngai (volk)
De Ngai zijn een volk in Vietnam. Er leven ook wat Ngai in andere Zuidoost-Aziatische landen. De Vietnamese overheid vindt dat de Ngai niet tot de Hoa horen en worden daarom door de Vietnamezen niet gezien als Chinese Vietnamezen. Zij wonen voornamelijk in de Vietnamese gebieden Quảng Ninh, Hải Phòng, Sóc Trăng, Cần Thơ, Vinh Long, Tra Vinh, Đồng Nai, Kieng Giang, Ho Chi Minhstad en Hanoi.